# ナウムブルク (ヘッセン)
ナウムブルク (ドイツ語: Naumburg, ドイツ語発音: [ˈna͜umbʊrk]) は、ドイツ連邦共和国ヘッセン州カッセル郡に属す小都市である。1995年以降、ナウムブルクは有名なクナイプ水浴地である。

## 地理

### 位置
北ヘッセンに位置するナウムブルクは、ハービヒツヴァルト自然公園の西部、ランゲン・ヴァルトの東に位置し、エーダー川の支流であるエルベ川が流れている。ナウムブルクで最も高い丘陵は、中核市区（海抜 283 m）の南西に位置するナウムブルクの市の森（ランゲン・ヴァルトの一部）にあるザントコプフ（海抜 450 m）である。ドイツ木組みの家街道がナウムブルクを通っている。

### 隣接する市町村
ナウムブルクは、北はヴォルフハーゲン、東はバート・エムスタール（ともにカッセル郡）、南東はフリッツラー（シュヴァルム＝エーダー郡）、南西はエーダータール、西はヴァルデック（ともにヴァルデック＝フランケンベルク郡）と境を接している。

### 市の構成
この市は、アルテンドルフ、アルテンシュテット、エルベンベルク（エルベンとエルバーベルクからなる）、ハイマースハウゼンおよび中核市区であるナウムブルクからなる。

## 歴史

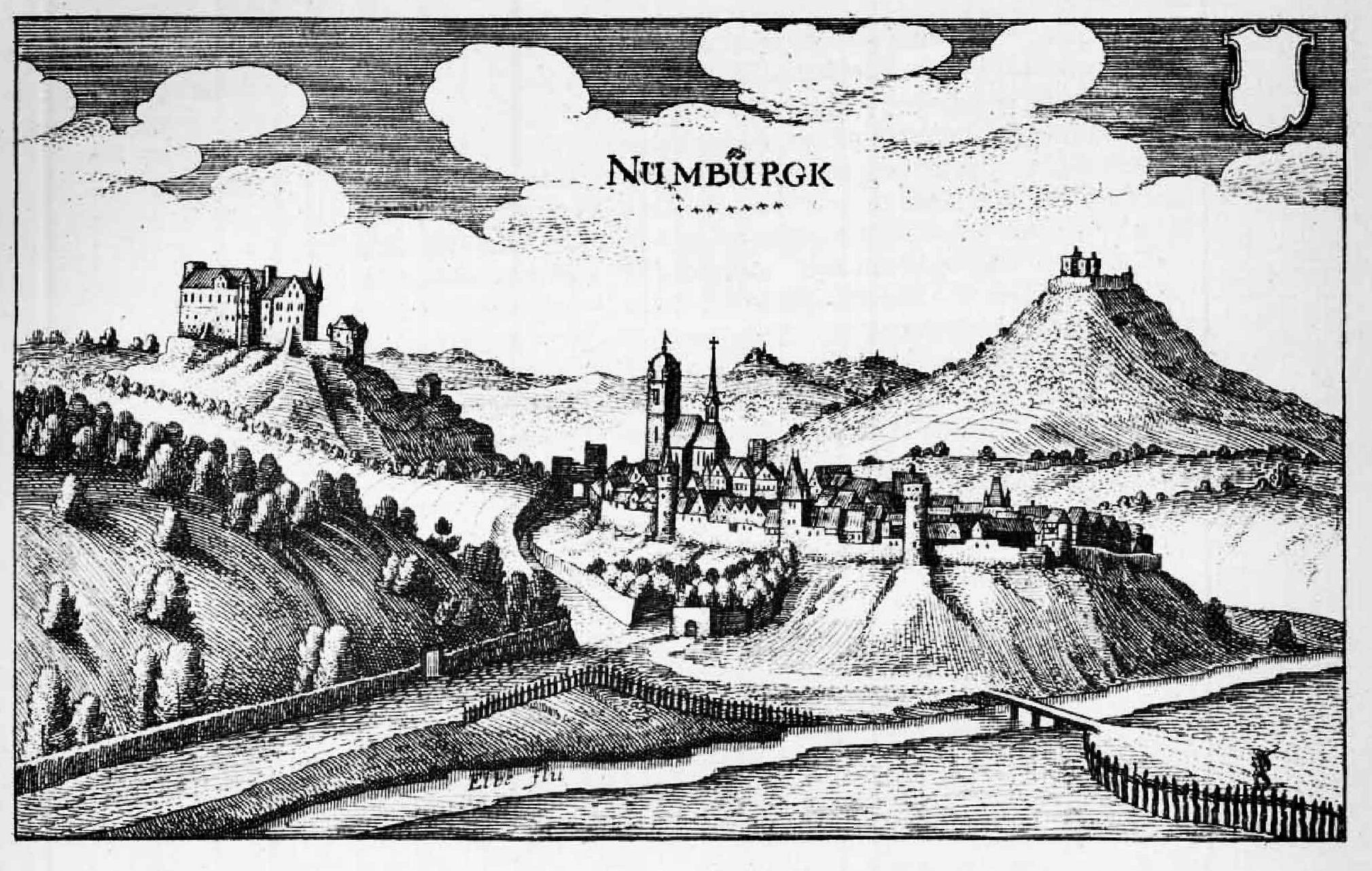
マテウス・メーリアンの銅版画に描かれた1655年頃のナウムブルク

紀元前2世紀にこの周辺の住民たちはハイリゲンベルクのリーゼンシュタインを宗教儀式に使っていた。
ナウムブルクは1170年に初めて文献に記録されている。1182年には Nuwenburc と史料に記されているが、近隣のヴァイデルスブルクを本拠とする地元貴族一門が、おそらく12世紀の初めにこの街を建設し、フォン・ナウムブルク家を名乗った。1260年にこの集落に都市権が授けられた。早くもその6年後の1266年にはマクデブルク聖堂参事とハルバーシュタットの司教座教会参事を務めた自由貴族のヴィテキント・フォン・ナウムブルクは甥の承諾を得てナウムブルク城、ヴァイデルスブルク城とヘッセン方伯から担保として差し押さえていたゲリヒト・エルベンのナウムブルク住民をマインツ大司教ヴェルナーに売却した。これ以後、この小さな農民都市は、16世紀に数年間にわたってヴァルデック伯に担保に出された以外は1802年までマインツ大司教領であり続けた。そのため、1526年に周辺のヘッセン方伯領が宗教改革をなした後、プロテスタント化されたヘッセン内でカトリックの飛び地となっていた。現在のエレンベルクやエルバーベルク古城周辺の土地も15世紀になるまでは教会領であった。これらはマインツの聖アルバン修道院に属し、エルベン家が代官としてエルバー・マルクに組み込んでいた。
1626年に城は火災で焼失し、これ以後廃墟となった。
1803年の帝国代表者会議主要決議に伴い、ナウムブルクは他の旧マインツ選帝侯領の飛び地、フリッツラー、アメーネブルク、ノイシュタット (ヘッセン)とフリッツラー侯領として統合され、選帝侯に昇格したヴィルヘルム1世（ヘッセン＝カッセル方伯としては9世）が治めるヘッセン＝カッセル方伯領に組み込まれた。ナポレオンによるヴェストファーレン王国時代（1807年 - 1813年）には、ナウムブルクはナウムブルク郡の行政中心地となった。プロイセン王国によるヘッセン選帝侯領併合により、1866年にナウムブルクもプロイセン領となった。
19世紀の初めになってもまだ住民の多くは農業に従事していた。20世紀になるとバウナタールのフォルクスワーゲンの工場、小規模な企業、サービス業者や観光業者が雇用主となっていった。ナウムブルクは、この地域の数多くの自然・環境保護プロジェクトに参画しており、1997年に連邦政府から「環境・観光」賞を受賞している。

## 行政

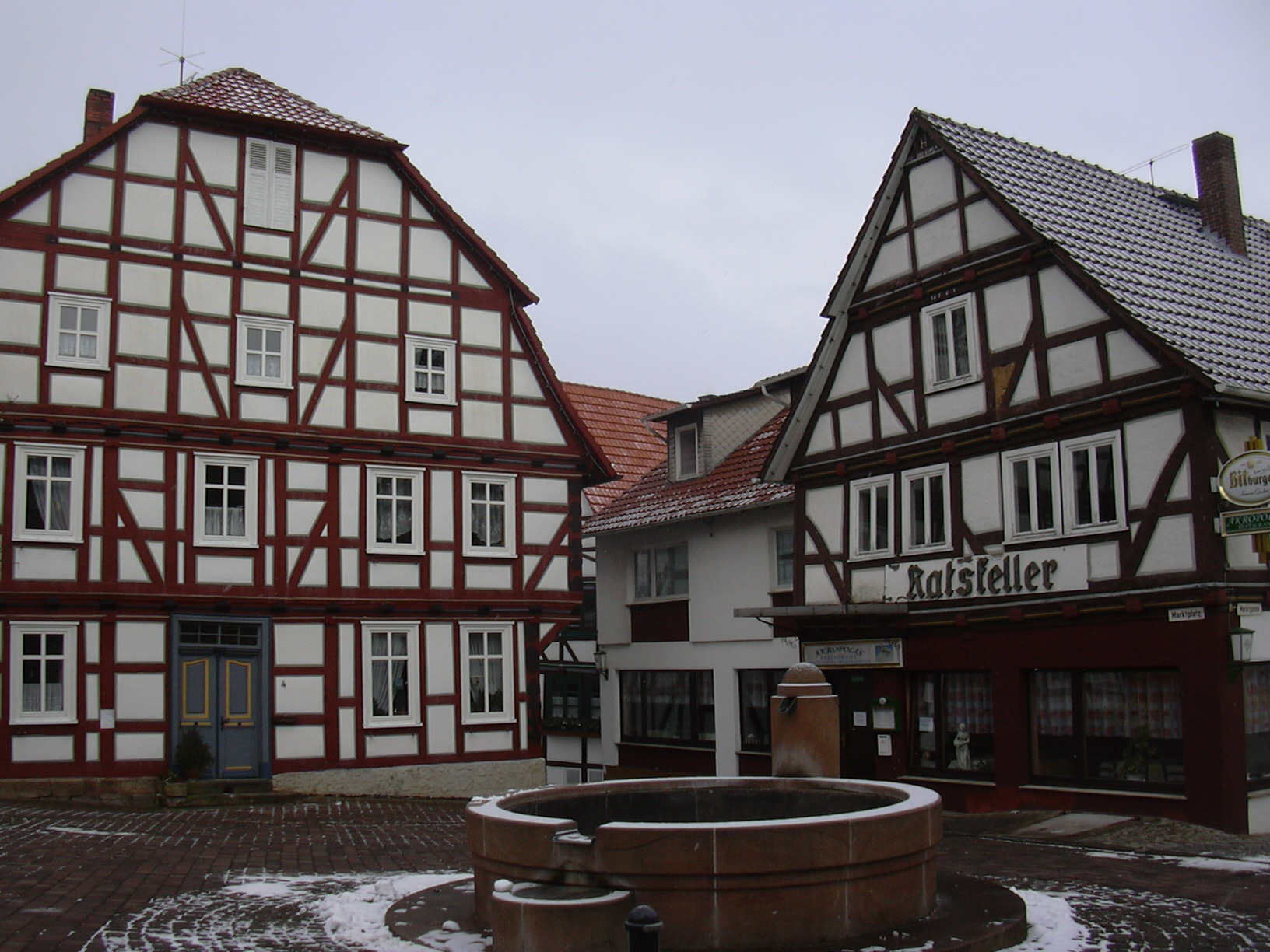
マルクト広場と市庁舎

### 議会
ナウムブルクの市議会は 31 議席からなる。
シュテファン・ハプレ (CDU) は2007年6月17日の市長選挙で当選し、同年11月1日からこの職にある。

### 姉妹都市
- コマーロム（ハンガリー、コマーロム・エステルゴム県）1992年
- サン・マウロ・パスコリ（イタリア、エミリア＝ロマーニャ州）2001年

## 文化と見所

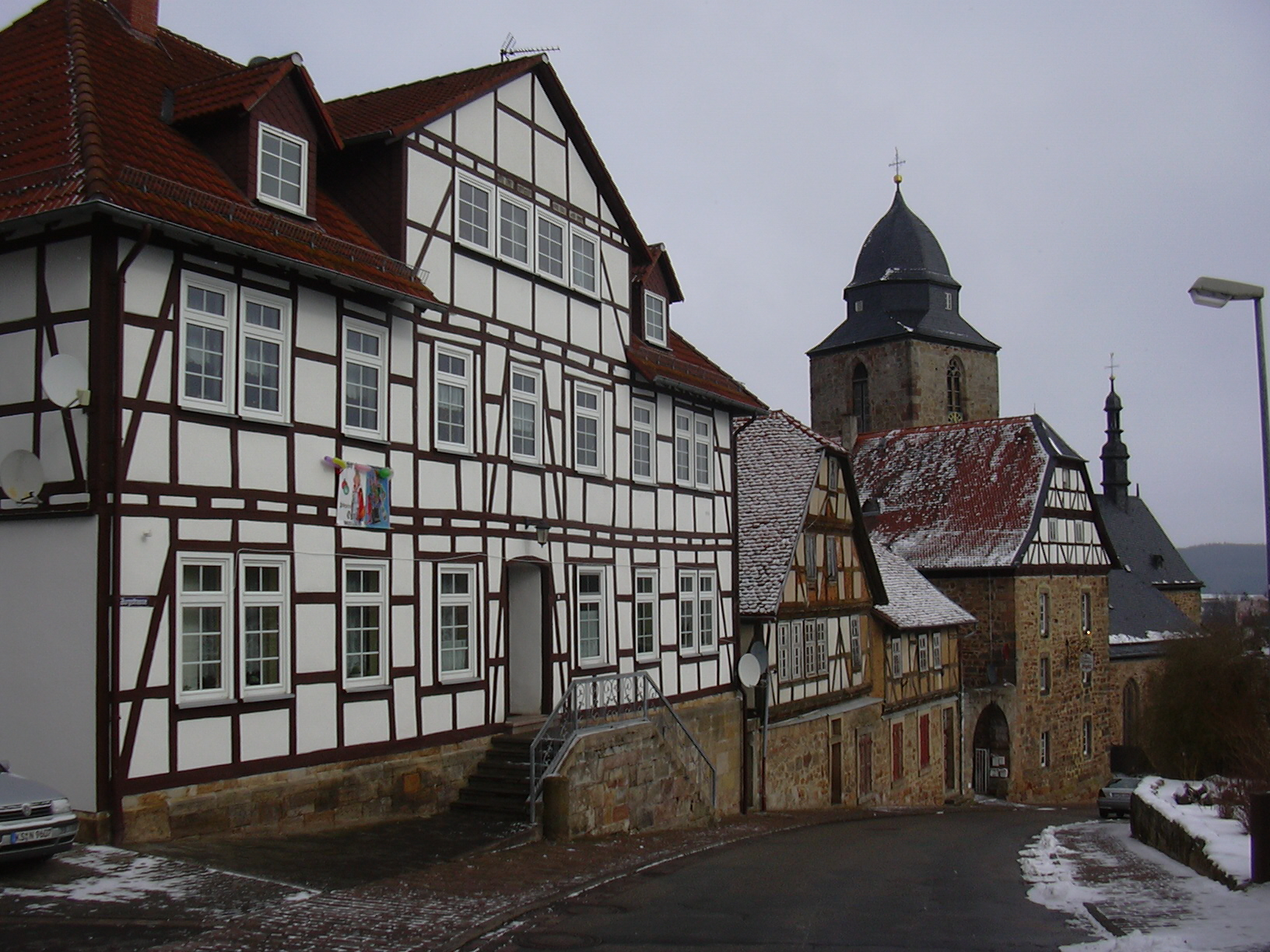
木組み建築の町並み。右手奥に聖クレセンティウス教会が見える

- 歴史的旧市街の通りに面して、保存状態の良い17世紀末の木組み建築のアンサンブルが見られる。
- カトリックの市教区教会である聖クレセンティウス教会は三堂式のゴシック・バシリカ教会で、その建設は14世紀に始まった。長堂（ドイツ語版）は1420年から1430年に拡張され、西塔は1512年に増築されたものである。1684年の大火の後、この建物のいくつかの箇所が建て直された。ゴシック様式の砂岩製聖母像は、この像にちなんで「ナウムブルクの聖母のマイスター」と呼ばれる無名の彫刻家によって1340年に製作された像で、南のファサード外側に祀られている。教会内にもゴシック様式の聖母像（14世紀末）がある。他の調度は19世紀後半のネオゴシック様式のものである。内陣格子と内陣外側の窓には1897年の年号がある。1991年に内陣中央の窓が新調された。これは大光輪の中に世界の判事としてのキリストを輝かしい色彩で描いたものである。
- 保存鉄道: ナウムブルクには保存鉄道ヘッセンクーリアーの終点駅がある。
- ヴァインガルテンァペレ・ツー・ナウムブルク（ナウムブルクのブドウ畑の礼拝堂）

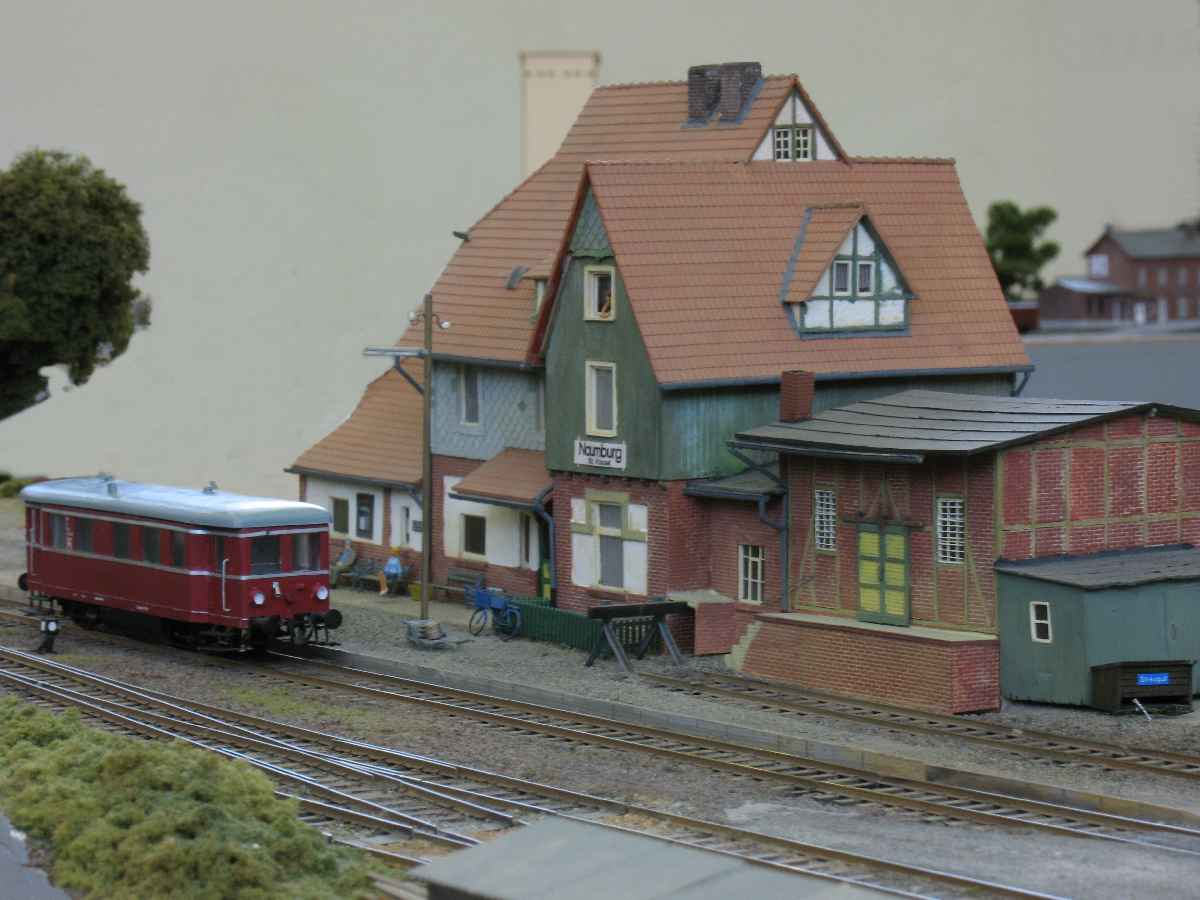
鉄道模型のナウムブルク駅

- ファティマのグロッテ
- エルベンベルク市区のエルバーベルク城
- ハイリゲンベルクのリーゼンシュタイン

### 鉄道模型
ナウムブルクは鉄道模型の駅舎でも有名である。この駅の模型にはHOゲージ版、Nゲージ版がある。ヨーロッパ鉄道模型愛好会 (FREMO) は、その集会の会場としてナウムブルクを何度も選んでいる。

## 引用と脚注
1. ↑  Hessisches Statistisches Landesamt: Bevölkerung in Hessen am 31.12.2023 (Landkreise, kreisfreie Städte und Gemeinden, Einwohnerzahlen auf Grundlage des Zensus 2011)]
2. ↑  Max Mangold, ed (2005). Duden, Aussprachewörterbuch (6 ed.). Dudenverl. p. 575. ISBN 978-3-411-04066-7
3. ↑  自由貴族ナウムブルク家は、しばしば誤ってナウムブルク伯と表記されるが、1170年に初めて記録され、1276年を最後に記録が途絶える。
4. ↑  方伯記録文書概要オンライン
5. ↑  市議会議員選挙結果